# Harpolithobius banaticus
Harpolithobius banaticus är en mångfotingart som beskrevs av Matic 1961. Harpolithobius banaticus ingår i släktet Harpolithobius och familjen stenkrypare.
Artens utbredningsområde är Rumänien.

## Underarter
Arten delas in i följande underarter:
- H. b. banaticus
- H. b. rhodopensis